# Good Day Sunshine
Good Day Sunshine je píseň z alba Revolver britské skupiny The Beatles. Jejími autory jsou John Lennon a Paul McCartney.

## Nástrojové obsazení
- Paul McCartney - sólový zpěv, baskytara, klavír, tleskání
- John Lennon - doprovodný zpěv, doprovodná kytara, tleskání
- George Harrison - doprovodný zpěv, tleskání
- Ringo Starr - bicí nástroje, tleskání
- George Martin - klavír

## Inspirace
Píseň je podepsána autorským tandemem Lennon-McCartney. Jejím autorem je nicméně Paul McCartney, který ji napsal jednoho horkého letního odpoledne v domě Johna Lennona. Inspirován byl zřejmě písní Daydream od skupiny The Lovin’ Spoonful. V době jejího vzniku byly hity například písně Sunny Afternoon od The Kinks, Sunshine Superman od Donovana nebo Paint In Black od Rolling Stones.

## Hudební stránka
Ačkoliv nahrávka působí jednoduše, je píseň protkána několika hudebními žerty, pro Beatles v té době tak typickými. Píseň například končí v jiné tónině než ve které začíná. Do jiné tóniny se také posouvá během klavírního sóla, které zahrál George Martin. Právě kvůli tomuto sólu byla zkrácena druhá sloka. Zajímavý je i samotný závěr nahrávky, kdy se kanonicky opakovaná zvuková smyčka postupně šíří do všech částí stereo spektra. Ocenění pro píseň pak znamená mimo jiné i fakt, že ji měl zvláště rád Leonard Bernstein.

## Nahrávací frekvence
Nahrávka vznikla na dvou bezprostředně následujících nahrávacích frekvencích ve dnech 8. a 9. června 1966 ve studiu EMI na Abbey Road v Londýně. Původní uvažovaný název pro skladbu byl A Good Day's Sunshine. Natočeny byly celkem 3 záznamy písně, pro finální nahrávku byl použitý záznam číslo 1. Zvukovým inženýrem nahrávky byl Geoff Emerick, producentem George Martin.

## Vydání
Píseň byla vydána ve Velké Británii 5. srpna 1966 na albu Revolver na značce Parlophone pod katalogovým číslem PCS 7009. CD verze alba byla vydána na téže značce pod katalogovým číslem CDP 7 46441 2.
V USA píseň vyšla 8. srpna 1966 na LP téhož jména.
Nová nahrávka písně se objevila v roce 1984 v McCartneyho filmu Give My Regards To Broad Street. Všechny nástrojové a hlasové party obstaral Paul McCartney s výjimkou klavíru, na který opět hrál George Martin.

## Vydavatelská práva
Vydavatelská práva vlastní od roku 1966 společnost Northern Songs Ltd.

## Ukázka textu
I need to laugh and when the sun is out /
I've got something I can laugh about. /
I feel good in a special way /
I'm in love and it's a sunny day.

### Český překlad
Musím se smát, a když vyjde slunce, /
mám se proč smát. /
Cítím se zvláštně dobře, /
jsem zamilovaný a je slunečný den.